# Tradescantia orchidophylla
Tradescantia orchidophylla är en himmelsblomsväxtart som beskrevs av Joseph Nelson Rose och William Botting Hemsley. Tradescantia orchidophylla ingår i släktet båtblommor, och familjen himmelsblomsväxter. Inga underarter finns listade.